# Liste der Baudenkmäler im Stadtbezirk Münster-Hiltrup
Die Liste der Baudenkmäler im Stadtbezirk Münster-Hiltrup enthält die denkmalgeschützten Bauwerke auf dem Gebiet des Stadtbezirks Münster-Hiltrup in Nordrhein-Westfalen (Stand: 30. Juni 2015). Diese Baudenkmäler sind in der Denkmalliste der Stadt Münster eingetragen; Grundlage für die Aufnahme ist das Denkmalschutzgesetz Nordrhein-Westfalen (DSchG NRW).

## Denkmäler

### Straßen mit A
| Bild                         | Bezeichnung                  | Lage                                  | Beschreibung | Bauzeit      | Eingetragen seit | Denkmal- nummer |
| ---------------------------- | ---------------------------- | ------------------------------------- | --- | ------------ | ---------------- | --------------- |
| BW                           | Hof Lütke Wentrup            | Hiltrup Adolf-Wentrup-Weg 77 Karte    | Haupthaus (1868), Speicher (um 1860) und Scheune (um 1860) | 1860–1868    |                  |                 |
| BW                           | Küsterhaus                   | Hiltrup Alte Furt 9 Karte             | Das Küsterhaus ist ein Gebäude, ... | 1816         |                  |                 |
| Alte Pfarrkirche St. Clemens | Alte Pfarrkirche St. Clemens | Hiltrup Alter Kirchplatz 1 Karte      | Das Gebäude ist ein kleiner romanischer Gewölbesaal von zwei Jochen. Es wurde in der Mitte des 12. Jahrhunderts errichtet. Das ursprünglich eingezogene Chorquadrat mit Halbkreisapsis wurde bei Grabungen nachgewiesen. Ein spätgotischer Chorneubau mit 5/8-Schluss wurde 1518 angefügt. Die romanische Nordwand wurde beibehalten. Im Turm befindet sich über der gewölbten Erdgeschosshalle ein flachgedeckter Raum mit einer tonnengewölbten Nische. Zugang zu diesem Raum ist über eine gemauerte Treppe vom Langhaus aus. | 12. Jh./1518 |                  |                 |
| Bildstock                    | Bildstock                    | Hiltrup Alter Kirchplatz 1 Karte      | Bildstock in der Kirche | ca. 1750     |                  |                 |
| BW                           | Wegekapelle                  | Amelsbüren bei Am Dornbusch 44 Karte  | Wegekapelle | um 1750      | 859/1            | 07.07.1987      |
| BW                           | Wegekapelle                  | Amelsbüren bei Am Dornbusch 90 Karte  | Wegekapelle | 1845         |                  |                 |
| weitere Bilder               | Fachwerkspeicher             | Senden Am Kattwinkel 244 Karte        | Fachwerkspeicher |              |                  |                 |
| BW                           | Hof Schulze-Holsen           | Hiltrup Ost Am Roggenkamp 198 Karte   | Hof Schulze-Holsen, Fachwerk-Speicher | Ende 18. Jh. |                  |                 |
| BW                           | Hof Wentrup                  | Hiltrup Am Waldfriedhof 71 Karte      | Fachwerk-Speicher | 1811         |                  |                 |
| BW                           | Bildstock                    | Hiltrup Amelsbürener Straße 203 Karte | Bildstock | 1871         |                  |                 |

### Straßen mit B
| Bild           | Bezeichnung             | Lage                           | Beschreibung    | Bauzeit | Eingetragen seit | Denkmal- nummer |
| -------------- | ----------------------- | ------------------------------ | --------------- | ------- | ---------------- | --------------- |
| weitere Bilder | Bahnhof Münster-Hiltrup | Hiltrup Bergiusstraße 15 Karte | Bahnhofsgebäude | 1908    |                  |                 |

### Straßen mit D
| Bild | Bezeichnung                   | Lage                                      | Beschreibung                                                                        | Bauzeit | Eingetragen seit | Denkmal- nummer |
| ---- | ----------------------------- | ----------------------------------------- | ----------------------------------------------------------------------------------- | ------- | ---------------- | --------------- |
| BW   | Kapelle                       | Hiltrup bei Davertstraße 50 Karte         | neugotische Kapelle mit Gitter                                                      | um 1900 |                  |                 |
| BW   | Hof Brüning-Sudhoff           | Hiltrup Davertstraße 129, 131, 131a Karte | Hof Brüning-Sudhoff, Bauernhaus (1705/1906), Speicher (1849), Gräfte, Remise (1861) | ab 1705 |                  |                 |
| BW   | Bildstock                     | Hiltrup bei Davertstraße 176 Karte        | Bildstock                                                                           |         |                  |                 |
| BW   | Ehemaliger Bahnhof Amelsbüren | Hiltrup Deermannstraße 50 Karte           | Das Bahnhofsgebäude ist ...                                                         | 1927    |                  |                 |

### Straßen mit H
| Bild            | Bezeichnung                         | Lage                                                    | Beschreibung                                                         | Bauzeit      | Eingetragen seit | Denkmal- nummer |
| --------------- | ----------------------------------- | ------------------------------------------------------- | -------------------------------------------------------------------- | ------------ | ---------------- | --------------- |
| Haus Amelsbüren | Haus Amelsbüren                     | Amelsbüren Haus Amelsbüren 1–6 / Landsberger Str. Karte | Haus Amelsbüren                                                      |              |                  |                 |
| BW              | Haus Getter                         | Amelsbüren Haus Getter 81 Karte                         | Vierständerfachwerkhaus                                              | 1642         |                  |                 |
| Haus Herding    | Haus Herding                        | Hiltrup Haus Herding 1 Karte                            | Herrenhaus (1744), Bauernhaus (18. Jh.), Gräfte, Friedenseibe (1648) | ab 1744      |                  |                 |
| BW              | Haus Herrenburg                     | Hiltrup Herrenburgallee 1 Karte                         | Haus Herrenburg: neugotische Wegekapelle                             | Ende 19. Jh. |                  |                 |
| BW              | Haus Herrenburg                     | Hiltrup Herrenburgallee 1 Karte                         | Haus Herrenburg: Gräfte, Torpfeiler, Allee                           |              |                  |                 |
| weitere Bilder  | Pfarrkirche St. Clemens             | Hiltrup Hohe Geest 1a Karte                             | Pfarrkirche St. Clemens                                              | 1913         |                  |                 |
| BW              | Pfarrhaus                           | Hiltrup Hohe Geest 6 Karte                              | Pfarrhaus                                                            | ca. 1910     |                  |                 |
| weitere Bilder  | Pumpenhaus des Wasserwerk Hohe Ward | Hiltrup Hohe Ward 9 Karte                               | Pumpenhaus                                                           | 1905/1906    |                  |                 |

### Straßen mit I/J
| Bild | Bezeichnung  | Lage                         | Beschreibung | Bauzeit | Eingetragen seit | Denkmal- nummer |
| ---- | ------------ | ---------------------------- | ------------ | ------- | ---------------- | --------------- |
| BW   | Mäusescheune | Hiltrup Inkingrodde 16 Karte | Scheune      | um 1850 |                  |                 |

### Straßen mit K
| Bild           | Bezeichnung     | Lage                                       | Beschreibung | Bauzeit      | Eingetragen seit | Denkmal- nummer |
| -------------- | --------------- | ------------------------------------------ | ------------ | ------------ | ---------------- | --------------- |
| BW             | Haus Looz       | Amelsbüren Kappenberger Damm 263 Karte     | Herrenhaus   | 1869         |                  |                 |
| BW             | Hof Holtschulte | Amelsbüren Kappenberger Damm 410 Karte     | Bauernhaus   | um 1800/1880 |                  |                 |
| BW             | Wegekreuz       | Amelsbüren bei Kappenberger Damm 410 Karte | Wegekreuz    | 1893         |                  |                 |
| Johannesschule | Johannesschule  | Hiltrup-West Kardinalstraße 25/27 Karte    | Schulgebäude | 1952         |                  |                 |

### Straßen mit L
| Bild           | Bezeichnung       | Lage                             | Beschreibung                                           | Bauzeit      | Eingetragen seit | Denkmal- nummer |
| -------------- | ----------------- | -------------------------------- | ------------------------------------------------------ | ------------ | ---------------- | --------------- |
| BW             | Verwalterhaus     | Amelsbüren Loevelingloh 80 Karte | Verwalterhaus                                          | um 1880/1922 |                  |                 |
| weitere Bilder | Haus Loevelingloh | Amelsbüren Loevelingloh 88 Karte | Herrenhaus (um 1880/1922), Gruftkapelle (1931), Gräfte | ab 1880      |                  |                 |

### Straßen mit M
| Bild               | Bezeichnung        | Lage                                      | Beschreibung                       | Bauzeit   | Eingetragen seit | Denkmal- nummer |
| ------------------ | ------------------ | ----------------------------------------- | ---------------------------------- | --------- | ---------------- | --------------- |
| Prinzbrücke Nr. 66 | Prinzbrücke Nr. 66 | Hiltrup Marktallee/Osttor Karte           | Brücke über den Dortmund-Ems-Kanal |           |                  |                 |
| Villa              | Villa              | Hiltrup Marktallee 54 Karte               | Villa                              | 1906/1907 |                  |                 |
| BW                 | Wohnhaus           | Hiltrup-West Max-Winkelmann-Str. 10 Karte | Wohnhaus                           | 1932      |                  |                 |
| BW                 | Kötterhaus         | Hiltrup-West Meesenstiege 58 Karte        | Kötterhaus                         |           |                  |                 |

### Straßen mit O
| Bild | Bezeichnung | Lage                                      | Beschreibung | Bauzeit | Eingetragen seit | Denkmal- nummer |
| ---- | ----------- | ----------------------------------------- | ------------ | ------- | ---------------- | --------------- |
| BW   | Bauernhaus  | Hiltrup Ottmarsbocholter Straße 117 Karte | Bauernhaus   |         |                  |                 |

### Straßen mit W
| Bild             | Bezeichnung                  | Lage                                           | Beschreibung | Bauzeit           | Eingetragen seit | Denkmal- nummer |
| ---------------- | ---------------------------- | ---------------------------------------------- | --- | ----------------- | ---------------- | --------------- |
| Fachwerkspeicher | Fachwerkspeicher             | Hiltrup Westfalenstraße 88 Karte               | Fachwerkspeicher | 1781              |                  |                 |
| BW               | Bildstock                    | Hiltrup Westfalenstraße 247 Karte              | Bildstock bei Hof Bornemann | 1897              |                  |                 |
| BW               | Altes Gasthaus „Dickes Weib“ | Hiltrup Westfalenstraße 265 Karte              | Altes Gasthaus „Dickes Weib“ | 18. Jh.           |                  |                 |
| BW               | Haus Köbbing                 | Amelsbüren Westfalenstraße 344 Karte           | Herrenhaus (ca. 1862), Ökonomiegebäude (um 1900), Gräfte | ab 1862           |                  |                 |
| Gut Heithorn     | Gut Heithorn                 | Amelsbüren Westfalenstraße 490 Karte           | Torhaus (1904), Speicher (2. Hälfte 18. Jahrhundert), Wirtschaftsgebäude, Torpfeiler (um 1870), Gräfte | 2. Hälfte 18. Jh. |                  |                 |
| BW               | Fachwerkspeicher             | Hiltrup Westhuesweg 60 Karte                   | Fachwerkspeicher | 1806              |                  |                 |
| weitere Bilder   | St. Sebastian                | Amelsbüren Wiemannstraße 10/Zum Häpper 2 Karte | Vom Vorgängerbau des 12. Jahrhunderts ist der im Kern romanische Westturm erhalten. Das Langhaus wurde im 15. Jahrhundert neu gebaut. Gleichzeitig wurde wohl der Turm mit Quadermauerwerk verkleidet und um ein Geschoss erhöht, der Helm wurde 1893 aufgesetzt. Die Ostpartie des spätgotischen Saals besteht aus einem Chor im 3/8-Schluss und einem Querhaus. Die Langhauswände sind durch dreibahnige Maßwerkfenster und Strebepfeiler gegliedert. Der alte und der neue Teil sind durch gleiche Formen und ein durchlaufendes steiles Dach vereinheitlicht. In das Langhaus wurde ein Kreuzrippengewölbe eingezogen, dessen spätgotische Rankenmalerei wurde 1961 fragmentarisch freigelegt. Auch die Ausstattung des Kirchenraums ist geschützt. | 14. Jh./1893      |                  |                 |
| weitere Bilder   | Hof Schulze Wilbrenning      | Hiltrup Wilbrenning 29 Karte                   | Hof Schulze Wilbrenning: Fachwerk-Speicher | 1793              |                  |                 |
| weitere Bilder   | Bildstock                    | Hiltrup bei Wilbrenning 131 Karte              | Aktueller Bildstock am Standort erneuert. Bildstock (Reste) finden sich eher 200 Meter Luftlinie östlich bei Rehbaum 165 | 1736              |                  |                 |

### Straßen mit Z
| Bild                   | Bezeichnung            | Lage                             | Beschreibung                                    | Bauzeit | Eingetragen seit | Denkmal- nummer |
| ---------------------- | ---------------------- | -------------------------------- | ----------------------------------------------- | ------- | ---------------- | --------------- |
| BW                     | Alte Mädchenschule     | Hiltrup Zum Häpper 5 Karte       | Alte Mädchenschule                              | 1823    |                  |                 |
| BW                     | Pfarrhaus              | Hiltrup Zum Häpper 7 Karte       | Pfarrhaus                                       | 1915    |                  |                 |
| Herz-Jesu-Missionshaus | Herz-Jesu-Missionshaus | Hiltrup Zum Roten Berge 19 Karte | Herz-Jesu-Missionshaus der Herz-Jesu-Missionare | 1896    |                  |                 |